# Ashtabula dentata
Ashtabula dentata là một loài nhện trong họ Salticidae.
Loài này thuộc chi Ashtabula. Ashtabula dentata được Frederick Octavius Pickard-Cambridge miêu tả năm 1901.